# Journal for Artistic Research
Das Journal for Artistic Research (JAR) ist eine internationale, online verfügbare Open-Access- und Peer-Review-Fachzeitschrift für Kunst, die von der Society for Artistic Research herausgegeben wird. Es werden drei themenunabhängige Online-Ausgaben pro Jahr veröffentlicht, in denen Beiträge zu allen Disziplinen der künstlerischen Forschung veröffentlicht werden.
Die Basis für das Journal ist der Research Catalogue (RC). Es handelt sich dabei um eine durchsuchbare, dokumentarische Datenbank für künstlerische Forschung, zu der alle Interessierten beitragen können. Mithilfe eines Online-Editors (auf dem Text mit Bildern, Audio und Video verknüpft werden) können eigene Artikel verfasst und dem RC hinzugefügt werden. Geeignete Beiträge können der Redaktion jederzeit zur Begutachtung und Veröffentlichung im JAR vorgeschlagen werden. Um Impulse für die Weiterentwicklung der Fachzeitschrift zu setzen, existiert der Redaktionsbeirat, der mit einem großen Netzwerk internationaler Peer-Reviewer aus dem Bereich der künstlerischen Forschung zusammenarbeitet.